# Miva Script
Pour les articles homonymes, voir Miva (homonymie).
 (juillet 2019).
 (juillet 2019).
MIVA Script est un langage de programmation propriétaire, utilisé en grande partie pour des applications de commerce électronique. Ce langage a été développé par la société HTML Script Corporate, renommée plus tard MIVA Merchant, basée à San Diego, en Californie.
En 2003, la société a été reprise par FindWhat Corporation. L'équipe de direction est menée par Russell Carroll et Rick Wilson, ancien cadre dirigeant de MIVA Corporation, qui l'a rachetée en 2007 et renommée MIVA Merchant.
De nombreuses entreprises d'hébergement proposent la possibilité d'utiliser MIVA Script sur leurs serveurs, cependant, ce langage n'est pas aussi populaire que son concurrent principal, PHP.

## Histoire
Le langage est initialement développé sous le nom de HTML script par Joe Austin et d'autres développeurs en 1995. Un an plus tard, la société HTML Script Corporation est constituée.
En 1997, John Burchmore réécrit intensivement le langage pour lui donner plus de consistance syntaxique. Le nouveau moteur supporte dès lors les deux versions de langage : l’ancien HTML Script et le nouveau langage, baptisé MIVA Script.
Des sources non officielles indiquent que le nom MIVA tiendrait son origine d’un hôtel en Tchéquie, où les fondateurs auraient séjourné pendant leurs vacances.[réf. nécessaire]
En 1998, la société prend le nom de MIVA Corporation, et à la fin de cette même année, la première version de l'application de commerce électronique MIVA Merchant est mise en ligne. L'application gagne vite en popularité et contribue à l'expansion de l'entreprise dès l'année suivante. MIVA Merchant devient alors le produit vedette de l'entreprise.
Le 1er janvier 2004, la société MIVA Corporation est acquise par FindWhat pour une somme de 8 millions de dollars. Joe Austin continue d'occuper le poste de directeur général de la société.

## Le langage
MIVA Script est souvent inadéquatement qualifié de « langage de script basé sur XML ». En réalité, il partage une syntaxe presque similaire et des expressions dites « vides » avec le HTML. Les balises qui définissent la structure du texte ont un préfixe en commun.
Dans les versions précédentes de l'interpréteur MIVA Script, l'utilisation de macros était possible. En raison de plusieurs problèmes de sécurité, les macros ont été supprimées des versions ultérieures.
L'une des caractéristiques les plus remarquables de ce langage est sa prise en charge native de la plateforme de données dBase. En outre, les index appartenant à un propriétaire permettent de renforcer la vitesse et la fiabilité de ces bases de données.
Avec MIVA Script, il n'est pas nécessaire de déclarer les variables au préalable, ce qui simplifie l'écriture des programmes.

## Implémentations

### Miva Empresa
Dans les versions antérieures à la version 4.0, Miva Empresa est le moteur qui fait fonctionner Miva Script sur le web. Ce moteur était disponible sur les systèmes Unix et Windows. La dernière version de ce moteur s’arrête à 3.96. Les versions suivantes (jusqu'à 4.0) sont des versions de transition vers le nouveau moteur, qui ajoute de nouvelles fonctionnalités comme les arrays.
À partir de la version 4.0, Miva Empresa devient une Machine Virtuelle qui permet le fonctionnement du nouveau Miva Script compilé. Ce moteur est disponible pour les systèmes Unix, Windows, BSDI, FreeBSD, Solaris et SGI. Le moteur devient, par la même occasion, gratuit.
En 2005, Miva Corporation sort la version 5 du moteur Empresa, toujours gratuitement. Cette version est celle qui a le plus souffert de modification. Elle utilise de nouvelles bases de données comme Miva-SQL, MySQL et DBFIII. À part les améliorations de la plate-forme des données, le langage a été amélioré et a reçu un jeu de nouvelles fonctions attendues par les utilisateurs[source insuffisante], comme la prise en charge des structures de données.

### Miva Mia
Miva Mia est la version locale du moteur Miva. Ce petit moteur a été développé pour une utilisation sous Windows. Très simple à installer, il met en place un petit serveur sur un port, généralement le port 80. Aucun autre logiciel n'est nécessaire pour faire fonctionner un site HTML ou Miva sur l’ordinateur. Ce système est utilisé pour le développement local des sites Miva Script.
À chaque version de moteur Empresa correspond une version Mia. À partir de la version 4, Miva permet le fonctionnement des scripts compilés.

### Miva Script Compiler
Le Miva Script Compiler voit le jour en 2002, améliorant la vitesse et la performance, tout en résolvant le problème du risque d'accès non autorisé au code source. Cependant, la compilation demande un peu de reformatage du code, qui ne prend plus en charge les macros, considérées comme un risque de sécurité important.
Le compilateur est disponible sur les systèmes Unix, Windows, BSDI, FreeBSD et Solaris. Le fichier compilé fonctionne sur tout serveur ayant le moteur Empresa VM (ou Mia VM) installé. Les fichiers compilés portent l’extension .mvc.
À partir de sa version 5, le compilateur devient gratuit. Dès lors, l'utilisation de Miva Script devient totalement gratuite.

## Ressources Miva Script
- mivo.truxoft.com Site de Ivo Truxa(en) - LES ressources de Ivo .. un des gurus Miva Script
- Tutoriels Miva Script (en)
- Ressources Miva MrMoon(en) – pas de mise à jour mais toujours bon pour apprendre.

## Développeurs Miva en France
- www.truxoft.com - Truxoft (site en anglais)